# Gelnhausen
Gelnhausen is een plaats in de Duitse deelstaat Hessen. Het is de kreisstadt van de Main-Kinzig-Kreis. De stad telt 23.208 inwoners.
|  |  |

## Geografie
Gelnhausen heeft een oppervlakte van 45,18 km². En het lag, sinds op 1 januari 2007 Roemenië en Bulgarije lid werden van de Europese Unie, precies in het geografisch middelpunt van het verenigd Europa. Aan deze laatste situatie kwam in 2013 bij de toetreding van Kroatië tot de EU een einde, toen verhuisde dit middelpunt naar Westerngrund in Beieren.
Gelnhausen is tot 1803 een Rijksstad geweest.

## Geboren in Gelnhausen

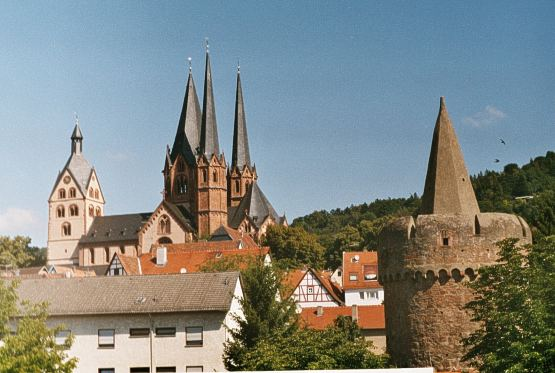
Hexenturm

- Claus Bury (1946), beeldhouwer

Bad Orb · Bad Soden-Salmünster · Biebergemünd · Birstein · Brachttal · Bruchköbel · Erlensee · Flörsbachtal · Freigericht · Gelnhausen · Großkrotzenburg · Gründau · Hammersbach · Hanau · Hasselroth · Jossgrund · Langenselbold · Linsengericht · Maintal · Neuberg · Niederdorfelden · Nidderau · Rodenbach · Ronneburg · Schlüchtern · Schöneck · Sinntal · Steinau an der Straße · Wächtersbach